# Alakol
Alakol è un comune dell'Azerbaigian situato nel distretto di Tovuz. Conta una popolazione di 3 556 abitanti.